# Timo Liekoski
Timo Liekoski (nació el 30 de junio de 1942 en Helsinki) fue un entrenador de fútbol que dirijio equipos de la    North American Soccer League, Major Indoor Soccer League, American Indoor Soccer Association y Major League Soccer.  Terminó su carrera trabajando para la Federación de Fútbol de Finlandia.

## Profesional
El 5 de diciembre de 1995, fue contratado por el Columbus Crew de la Major League Soccer como el primer entrenador del equipo.  El 3 de agosto de 1996,  Liekoski renunció luego de que Columbus Crew iniciara la temporada con una marca de 6 victorias y 16 derrotas.  Regreso a Finlandia donde firmó para el MyPa en 1997.